# Ponta do Sol (freguesia)
Ponta do Sol est une freguesia portugaise située dans la ville homonyme, dans la région autonome de Madère.
Avec une superficie de 28,20 km2 et une population de 4 224 habitants (2001), la paroisse possède une densité de 149,8 hab/km2.